# ليف لارسن (دراج)
ليف لارسن هو دراج دنماركي، ولد في 30 سبتمبر 1942 في أودنسه في الدنمارك.

## وصلات خارجية
- ليف لارسن على موقع أرشيف الدراجات (الإنجليزية)
- ليف لارسن على موقع أوليمبيديا (الإنجليزية)